# Мікі ван де Вен
Мікі ван де Вен (нід. Micky van de Ven, нар. 19 квітня 2001, Вормер, Нідерланди) — нідерландський футболіст, захисник англійського клубу «Тоттенгем Готспур» та молодіжної збірної Нідерландів.

## Ігрова кар'єра

### Клубна
Мікі ван де Вен є вихованцем футбольної академії нідерландського клубу «Волендам». У жовтні 2019 року футболіст дебютував за команду у турнірі Еерстедивізі проти другого складу ПСВ.
Провівши в команді три сезони ван де Вен влітку 2021 року перейшов до німецького «Вольфсбурга». Першою офіційною грою у новій команді для захисника став матч Бундесліги проти «Аугсбурга» у листопаді 2021 року. Також у складі «Вольфсбурга» ван де Вен був у заявці на матчі Ліги чемпіонів⁣, але на поле так і не виходив.
8 серпня 2023 року підписав контракт на 6 років з англійським «Тоттенгемом». 7 жовтня 2023 року він забив свій перший гол за команду і єдиний гол у матчі з «Лутон Тауном».

### Збірна
У листопаді 2021 року дебютував у складі молодіжної збірної Нідерландів.

## Досягнення
Тоттенгем Готспур
- Переможець Ліги Європи УЄФА: 2025